# Tillandsia crocata
Tillandsia crocata là một loài thuộc chi Tillandsia. Đây là loài bản địa của Brasil.

## Giống
- Tillandsia 'Rutschmann's Orange'
- Tillandsia 'Tawny Yellow'